# Suttonians Rugby Football Club
Dernière mise à jour : 26 février 2013.
Suttonians RFC  est un club de rugby irlandais basé dans la ville de Dublin, en Irlande qui évolue dans le championnat irlandais de deuxième division. Le club est affilié à la fédération du Leinster et ses joueurs peuvent être sélectionnés pour l’équipe représentative de la région, Leinster Rugby.

## Histoire
Le club fondé en 1924 jouait à l'origine en maillot bleu et blanc, frappé d'une étoile blanche. Le vert fut ajouté en 1932. En 1977, Suttonians absorbe Foxfield RFC. Le club accède au championnat national (All Ireland League) en 1996, en remportant le championnat régional du Leinster.

## Palmarès
- Championnat d'Irlande quatrième division : 1997
- Championnat du Leinster : 1996
- Metropolitan Cup (1) : 1947